# Ayrancı
Ayrancı ist eine Stadt und ein Landkreis in der türkischen Provinz Karaman.

## Stadt
Die Stadt liegt etwa 47 Kilometer (Luftlinie und Straßenkilometer) nordöstlich der Provinzhauptstadt Karaman an der Straße D-350 von Karaman nach Ereğli. Ayrancı liegt am Fluss Koca Dere, der südlich der Stadt zum Stausee Ayrancı Barajı aufgestaut wird. Im Norden liegt die Ebene von Ereğli (Ereğli Ovası), im Süden die Hochebene von Karaman (Karaman Platosu) und im Osten der 1280 Meter hohe Berg Kozlu Dağı.
Die Ortschaft wurde im Jahre 1903 unter dem Namen Osmaniye gegründet, um Aussiedler von der Krim anzusiedeln. Der erste Muhtar war Ceyhanlı Hasan Efendi. Die Umbenennung zum heutigen Namen erfolgte 1960. Der Name geht auf die Legende eines „Ayran Dede“ zurück. Die im Stadtlogo manifestierte Jahreszahl (1968) dürfte ein Hinweis auf das Jahr der Erhebung zur Stadtgemeinde (Belediye) sein.

## Landkreis
Der Kreis grenzt im Westen an den zentralen Landkreis (Merkez İlçe) der Provinzhauptstadt Karaman, im Norden und Osten an die Provinz Konya sowie im Süden an die Provinz Mersin. Der Kreis hat die niedrigste Bevölkerungsdichte in der Provinz (3,5 Einw. je km²).
Der Landkreis wurde durch das Gesetz 3392 im Jahr 1987 gebildet. Hierbei wurde der komplette Bucak Ayrancı (23 Dörfer) des Kreises Ereğli der Provinz Konya abgespalten. Zur letzten Volkszählung vor der Gebietsänderung (im Oktober 1985) hatte der Bucak eine Bevölkerung von 15.738 Einwohnern, davon 2.958 im Verwaltungszentrum, der Belediye Ayrancı. Zwischen den beiden Volkszählungen wurde 1989 die Provinz Karaman gegründet und der Kreis Ayrancı dorthin verschoben. Zur Zählung 1990 betrugen die Einwohnerzahlen des neuen Kreises 14.600, wovon 20 % (2.927 Einw.) auf die Kreisstadt entfielen.
Ende 2020 besteht der Kreis neben Kreisstadt (30 % der Kreisbevölkerung) aus 22 Dörfern (Köy) mit einer Durchschnittsbevölkerung von 253 Einwohnern. Acht Dörfer haben mehr Einwohner als das Durchschnittsdorf. Das kleinste Dorf zählt 91 Einwohner, das größte (Kiraman) 677.

## Ergebnisse der Bevölkerungsfortschreibung
Die nachfolgende Tabelle zeigt den vergleichenden Bevölkerungsstand am Jahresende für die Provinz Karaman, den Landkreis und die Stadt Ayrancı sowie deren jeweiligen Anteil an der übergeordneten Verwaltungsebene. Die Zahlen basieren auf dem 2007 eingeführten adressbasierten Einwohnerregister (ADNKS). Die letzten beiden Wertzeilen entstammen Volkszählungsergebnissen.

| Jahr | Provinz | Landkreis | Landkreis | Stadt | Stadt |
| Jahr | abs.    | %         | abs.      | %     | abs.  |
| ---- | ------- | --------- | --------- | ----- | ----- |
| 2020 | 254.919 | 3,12      | 07.946    | 30,02 | 2.385 |
| 2019 | 253.279 | 3,14      | 07.965    | 29,44 | 2.345 |
| 2018 | 251.913 | 3,31      | 08.338    | 28,92 | 2.411 |
| 2017 | 246.672 | 3,31      | 08.157    | 28,41 | 2.317 |
| 2016 | 245.610 | 3,40      | 08.345    | 27,47 | 2.292 |
| 2015 | 242.196 | 3,51      | 08.497    | 27,13 | 2.305 |
| 2014 | 240.362 | 3,62      | 08.713    | 27,15 | 2.366 |
| 2013 | 237.939 | 3,75      | 08.934    | 27,27 | 2.436 |
| 2012 | 235.424 | 3,84      | 09.033    | 26,43 | 2.387 |
| 2011 | 234.005 | 3,93      | 09.186    | 25,62 | 2.353 |
| 2010 | 232.633 | 4,06      | 09.443    | 25,57 | 2.415 |
| 2009 | 231.872 | 4,26      | 09.869    | 25,23 | 2.490 |
| 2008 | 230.145 | 4,43      | 10.199    | 25,39 | 2.590 |
| 2007 | 226.049 | 4,69      | 10.594    | 25,29 | 2.679 |
| 2000 | 243.210 | 5,43      | 13.212    | 23,86 | 3.153 |
| 1997 | 224.303 | 5,57      | 12.502    | 21,26 | 2.658 |